# Kramatlaban
Kramatlaban is een bestuurslaag in het regentschap Serang van de provincie Banten, Indonesië. Kramatlaban telt 3675 inwoners (volkstelling 2010).